# Loligo africana
Loligo africana är en bläckfiskart som först beskrevs av Adam 1950.  Loligo africana ingår i släktet Loligo och familjen kalmarer. Inga underarter finns listade i Catalogue of Life.